# Папский крест
Папский крест — христианский крест, служащий символом папской власти в церковной геральдике. Он изображается в виде посоха с тремя горизонтальными перекладинами у вершины, длина которых уменьшается по мере приближения к вершине.

## Предыстория
Этот крест аналогичен двуполосному архиепископскому кресту, используемому в геральдике для обозначения архиепископа, и, по-видимому, использовался именно для обозначения церковного сана, ещё более высокого, чем архиепископский. В прошлом этот вид креста часто использовался в церковной геральдике как отличительный знак его сана. Часто это было просто художественным приёмом, поскольку использование церковного посоха или пасторала не входило в традиционные папские инсигнии. Тем не менее, существует как минимум один церковный посох, увенчанный папским крестом.
Трем перекладинам придана символика, связанная с папской властью, подобная символике, присущей трем обручам папской тиары.